# Illyrism

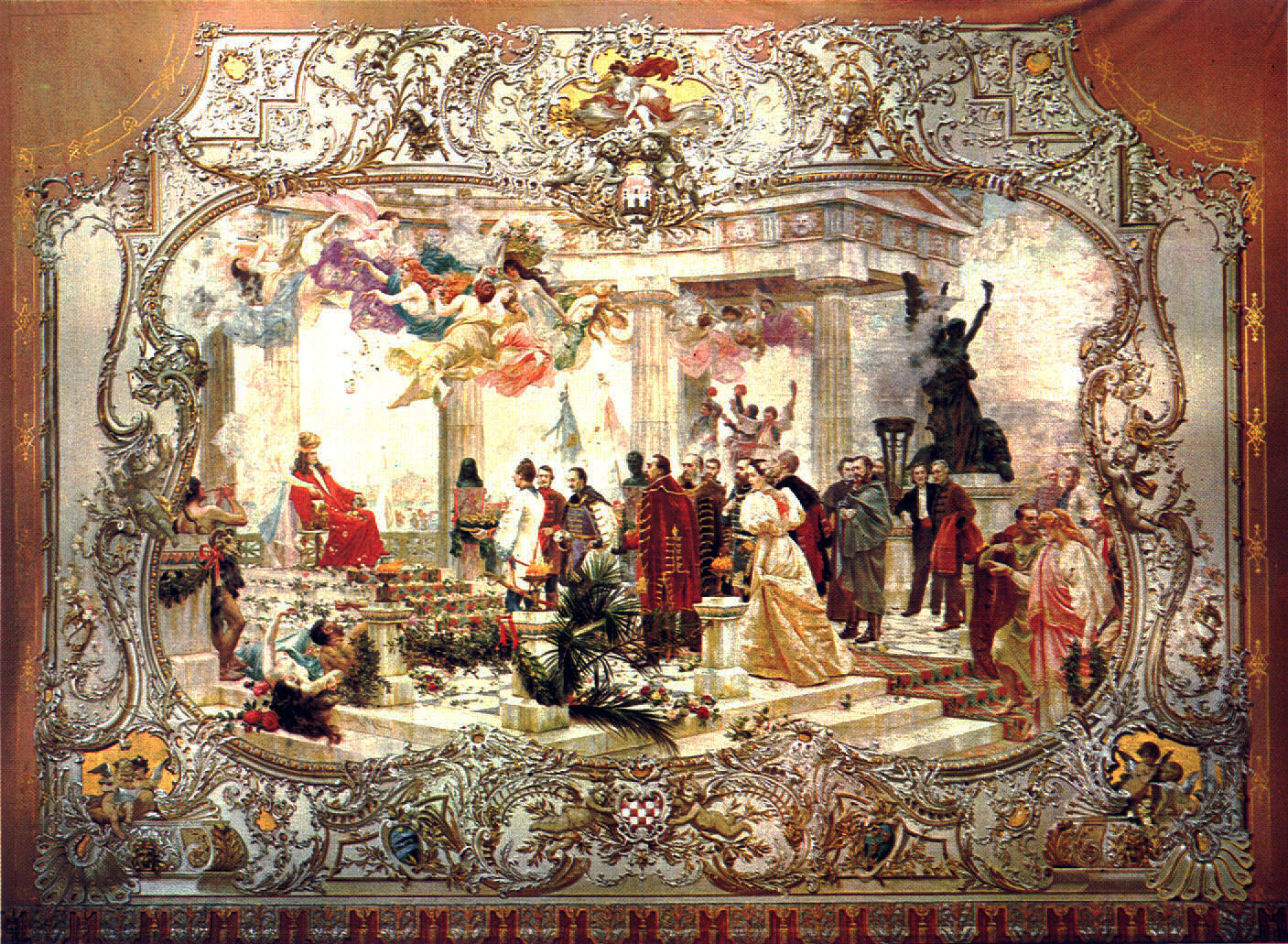
Kroatiens illyrism vid Nationalteatern i Zagreb på 1800-talet.

Illyrism, eller illyriska rörelsen, kallas det politisk-litterära självständighetssträvande, som under 1830- och 1840-talen avsåg sydslavernas nationella pånyttfödelse och sammanslutning. 
Namnet upptogs efter det genom Napoleon I:s framträngande till Adriatiska havet åter på modet komna "Illyrien", som beteckning för de av slovener, kroater och serber bebodda provinserna vid Adriatiska havet som kallades de illyriska provinserna.
Frans Josef av Österrike-Ungern antog även titeln "konung av Illyrien". 
I Kroatien blomstrade den illyriska rörelsen mellan åren 1830 och 1848 som ett försök att förena alla sydslaver till en kulturell och politisk enhet. Detta "Stor-Illyrien", som skulle omfatta även Serbien och Bulgarien, skulle bilda en del av de fyra slaviska huvudstammarna (jämte ryssar, polacker och tjecker). Rörelsens ledare, Ljudevit Gaj, trodde på sydslavernas härstamning från de forna illyrerna och härledde ordet av det slaviska ilo ("lera").
Sammanhållningen mellan kroater och serber blev dock kortvarig, och termen "illyrisk", som på 1840-talet officiellt förbjöds genom ungerskt inflytande, försvann av sig själv efter den ungerska revolten 1848.